# Torgiano
Torgiano – miejscowość i gmina we Włoszech, w regionie Umbria, w prowincji Perugia.
Według danych na rok 2004 gminę zamieszkiwało 5415 osób, 146,4 os./km².